# 1268 Libya
Az 1268 Libya (ideiglenes jelöléssel 1930 HJ) egy kisbolygó a Naprendszerben. Cyril Jackson fedezte fel 1930. április 29-én, Johannesburgban.